# Campeonato Sudamericano de Voleibol Femenino de 1973
La X edición del Campeonato Sudamericano de Voleibol Femenino fue realizado en 1973 en la ciudad de Bucaramanga, en Colombia.

## Campeón
| Perú           |
| Campeón        |
| PERÚ 4º título |

## Clasificación final
| Pos | Equipo    |
| --- | --------- |
| 1   | Perú      |
| 2   | Brasil    |
| 3   | Colombia  |
| 4   | Chile     |
| 5   | Venezuela |
| 6   | Argentina |
| 7   | Uruguay   |

| Predecesor: Uruguay 1971 | Campeonato Sudamericano de Voleibol Femenino X edición | Sucesor: Paraguay 1975 |

- Datos: Q2659677